# Mothership (album)
Mothership je kompilace největších hitů anglické rockové skupiny Led Zeppelin. Bylo vydáno vydavatelstvími Atlantic Records a Rhino Entertainment 12. listopadu 2007 ve Spojeném království a 13. listopadu 2007 ve Spojených státech. Album bylo vydáno ve stejný den, kdy se úplný výběr skladeb Led Zeppelin stal dostupným v internetových obchodech včetně iTunes. Obal alba vytvořil umělec Shepard Fairey.
Písně obsažené na albu byly vybrány přeživšími členy Led Zeppelin - Robertem Plantem, Jimmym Pagem a Johnem Paulem Jonesem - tak, aby reprezentovaly všech osm studiových alb skupiny. Kromě dvoudiskové verze jsou k dispozici i „deluxe“ a „collector's“ (sběratelská) verze, které osbahují i DVD s různým živým materiálem z dříve vydaného Led Zeppelin DVD. 26. srpna 2008 bude také vydán set obsahující 4 vinylové LP desky.

## Seznam skladeb

### Disk 1
1. "Good Times Bad Times" (z alba Led Zeppelin) (Page/Jones/Bonham) - 2:46
2. "Communication Breakdown" (z alba Led Zeppelin) (Page/Jones/Bonham) - 2:30
3. "Dazed and Confused" (z alba Led Zeppelin) (Page) - 6:26
4. "Babe I'm Gonna Leave You" (z alba Led Zeppelin) (Anne Bredon/Page/Plant) - 6:41
5. "Whole Lotta Love" (z alba Led Zeppelin II) (Page/Plant/Jones/Bonham/Willie Dixon) - 5:34
6. "Ramble On" (z alba Led Zeppelin II) (Page/Plant) - 4:24
7. "Heartbreaker" (z alba Led Zeppelin II) (Page/Plant/Jones/Bonham) - 4:14
8. "Immigrant Song" (z alba Led Zeppelin III) (Page/Plant) - 2:25
9. "Since I've Been Loving You" (z alba Led Zeppelin III) (Page/Plant/Jones) - 7:23
10. "Rock and Roll" (z alba Led Zeppelin IV) (Page/Plant/Jones/Bonham) - 3:41
11. "Black Dog" (z alba Led Zeppelin IV) (Page/Plant/Jones) - 4:58
12. "When the Levee Breaks" (z alba Led Zeppelin IV) (Page/Plant/Jones/Bonham/Memphis Minnie) - 7:08
13. "Stairway to Heaven" (z alba Led Zeppelin IV) (Page/Plant) - 8:02

### Disk 2
1. "The Song Remains the Same" (z alba Houses of the Holy) (Page/Plant) - 5:29
2. "Over the Hills and Far Away" (z alba Houses of the Holy) (Page/Plant) - 4:50
3. "D'yer Mak'er" (z alba Houses of the Holy) (Page/Plant/Jones/Bonham) - 4:22
4. "No Quarter" (z alba Houses of the Holy) (Page/Plant/Jones) - 7:00
5. "Trampled Under Foot" (z alba Physical Graffiti) (Page/Plant/Jones) - 5:36
6. "Houses of the Holy" (z alba Physical Graffiti) (Page/Plant) - 4:02
7. "Kashmir" (z alba Physical Graffiti) (Page/Plant/Bonham) - 8:28
8. "Nobody's Fault but Mine" (z alba Presence) (Page/Plant) - 6:15
9. "Achilles Last Stand" (z alba Presence) (Page/Plant) - 10:23
10. "In the Evening" (z alba In Through the Out Door) (Page/Plant/Jones) - 6:51
11. "All My Love" (z alba In Through the Out Door) (Plant/Jones) - 5:51

### Disk 3
(DVD v Deluxe edici) – výběr z Led Zeppelin DVD
1. "We're Gonna Groove" (King/Bethea) (Royal Albert Hall - 9. leden 1970)
2. "I Can't Quit You Baby" (Dixon) (Royal Albert Hall - 9. leden 1970)
3. "Dazed and Confused" (Page) (Royal Albert Hall - 9. leden 1970)
4. "White Summer" (Royal Albert Hall - 9. leden 1970)
5. "What Is and What Should Never Be" (Page/Plant) (Royal Albert Hall - 9. leden 1970)
6. "Moby Dick" (Bonham/Jones/Page) (Royal Albert Hall - 9. leden 1970)
7. "Whole Lotta Love" (Page/Bonham/Plant/Jones) (Royal Albert Hall - 9. leden 1970)
8. "Communication Breakdown" (Page/Jones/Bonham) (Royal Albert Hall - 9. leden 1970)
9. "Bring It on Home" (Page/Plant) (Royal Albert Hall - 9. leden 1970)
10. "Immigrant Song" (Page/Plant) (Sydney Showground - 27. únor 1972)
11. "Black Dog" (Page/Plant/Jones) (Madison Square Garden - 28. červenec 1973)
12. "Misty Mountain Hop" (Page/Plant/Jones) (Madison Square Garden - 27., 28. červenec 1973)
13. "The Ocean" (Bonham/Jones/Page/Plant) (Madison Square Garden - 27., 29. červenec 1973)
14. "Going to California" (Page/Plant) (Earls Court - 25. květen 1975)
15. "In My Time of Dying" (Bonham/Jones/Page/Plant) (Earls Court - 24. květen 1975)
16. "Stairway to Heaven" (Page/Plant) (Earls Court - 25. květen 1975)
17. "Rock and Roll" (Page/Plant/Jones/Bonham) (Knebworth - 4. srpen 1979)
18. "Nobody's Fault but Mine" (Page/Plant) (Knebworth - 4. srpen 1979)
19. "Kashmir" (Bonham/Page/Plant) (Knebworth - 4. srpen 1979)
20. "Whole Lotta Love" (Page/Bonham/Plant/Jones) (Knebworth - 4. srpen 1979)

## Umístění, certifikace, prodej
Album Mothership debutovalo na 4. pozici hitparády UK Albums Chart s 58 000 prodanými kusy, také debutovalo na New Zealand Albums Chart na první pozici a udrželo si ji po několik týdnů. album zároveň debutovalo na sedmé pozici americké hitparády Billboard 200 se 136 000 prodanými kusy v prvním týdnu prodeje. Zatím bylo prodáno přes 925 257 kopií alba ve Spojených státech a bylo 2x certifikováno platinovým asociací RIAA.